# Høle
Høle is een plaats in de Noorse gemeente Sandnes, provincie Rogaland. Høle telt 335 inwoners (2007) en heeft een oppervlakte van 0,59 km². Tot 1965 was Høle een zelfstandige gemeente. In dat jaar werd het samen met de voormalige gemeente Høyland bij Sandnes gevoegd. 
Austrått · Bogafjell · Figgjo · Forsand · Ganddal · Hana · Høle · Lura · Malmheim · Riska · Sandved · Soma · Strangeland · Sviland · Trones og Sentrum